# Margita Adamová
Margita Adamová (* 18. prosince 1933) byla československá politička ze Slovenska maďarské národnosti a bezpartijní poslankyně Sněmovny národů Federálního shromáždění za normalizace.

## Biografie
K roku 1971 a 1976 se profesně uvádí jako dělnice.
Ve volbách roku 1971 zasedla do slovenské části Sněmovny národů (volební obvod č. 115 - Lučenec, Středoslovenský kraj). Mandát obhájila ve volbách roku 1976 (obvod Lučenec). Ve FS setrvala do konce funkčního období, tedy do voleb roku 1981.